# Hawk Springs
Hawk Springs – jednostka osadnicza w Stanach Zjednoczonych, w stanie Wyoming, w hrabstwie Goshen.